# Roulette

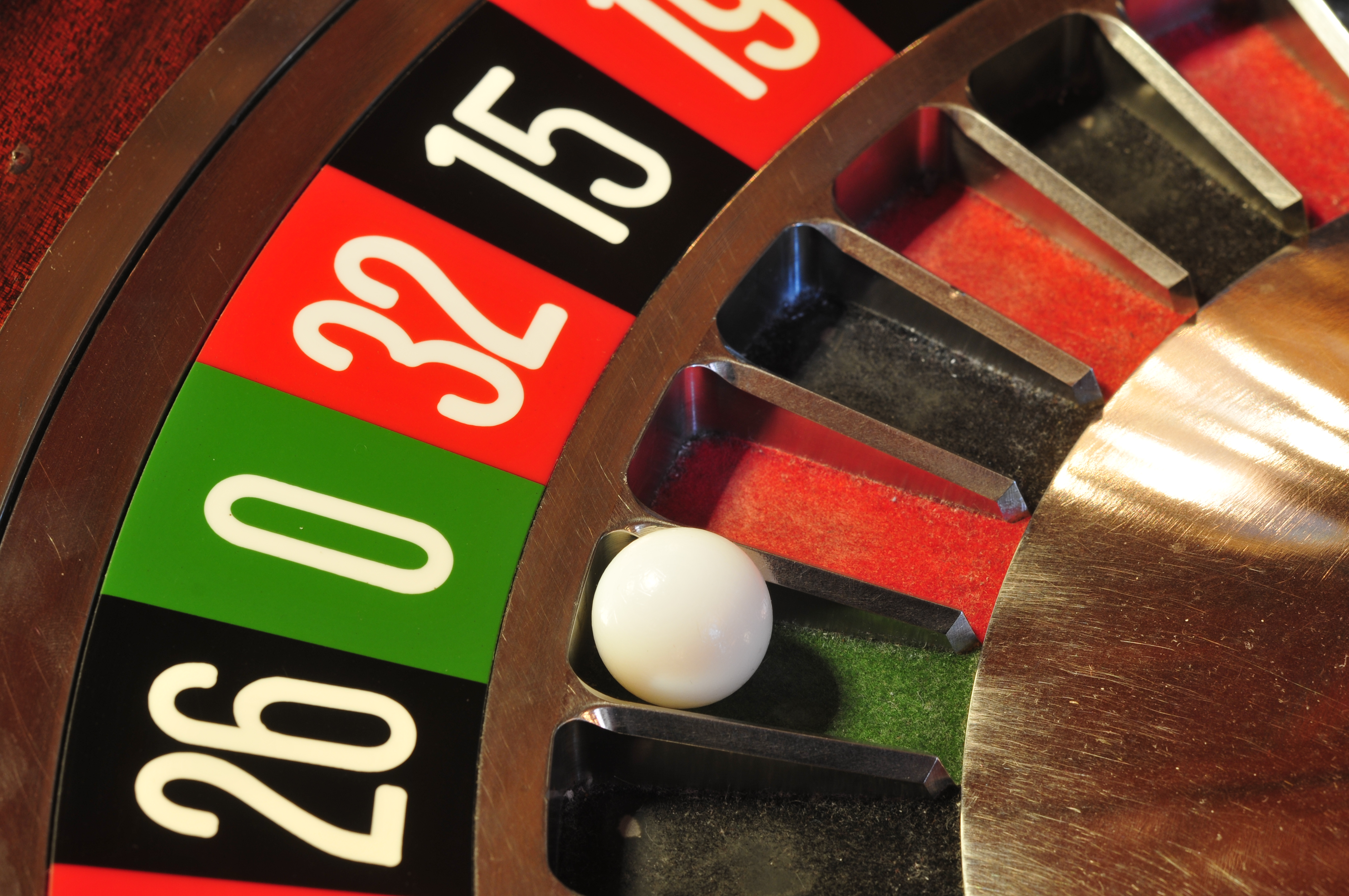
Bóng roulette ở vị trí số 0

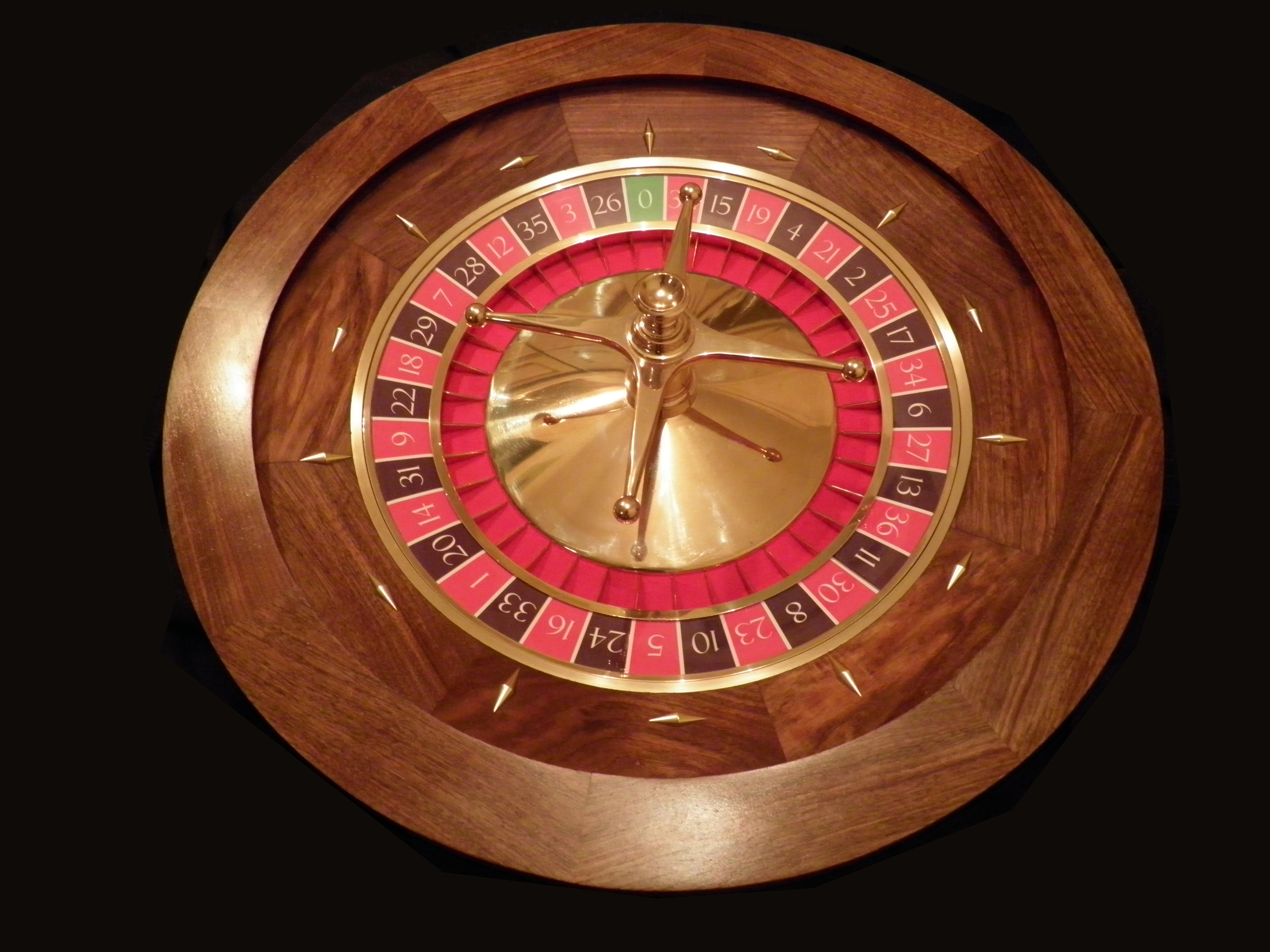
Bàn roulette kiểu Pháp

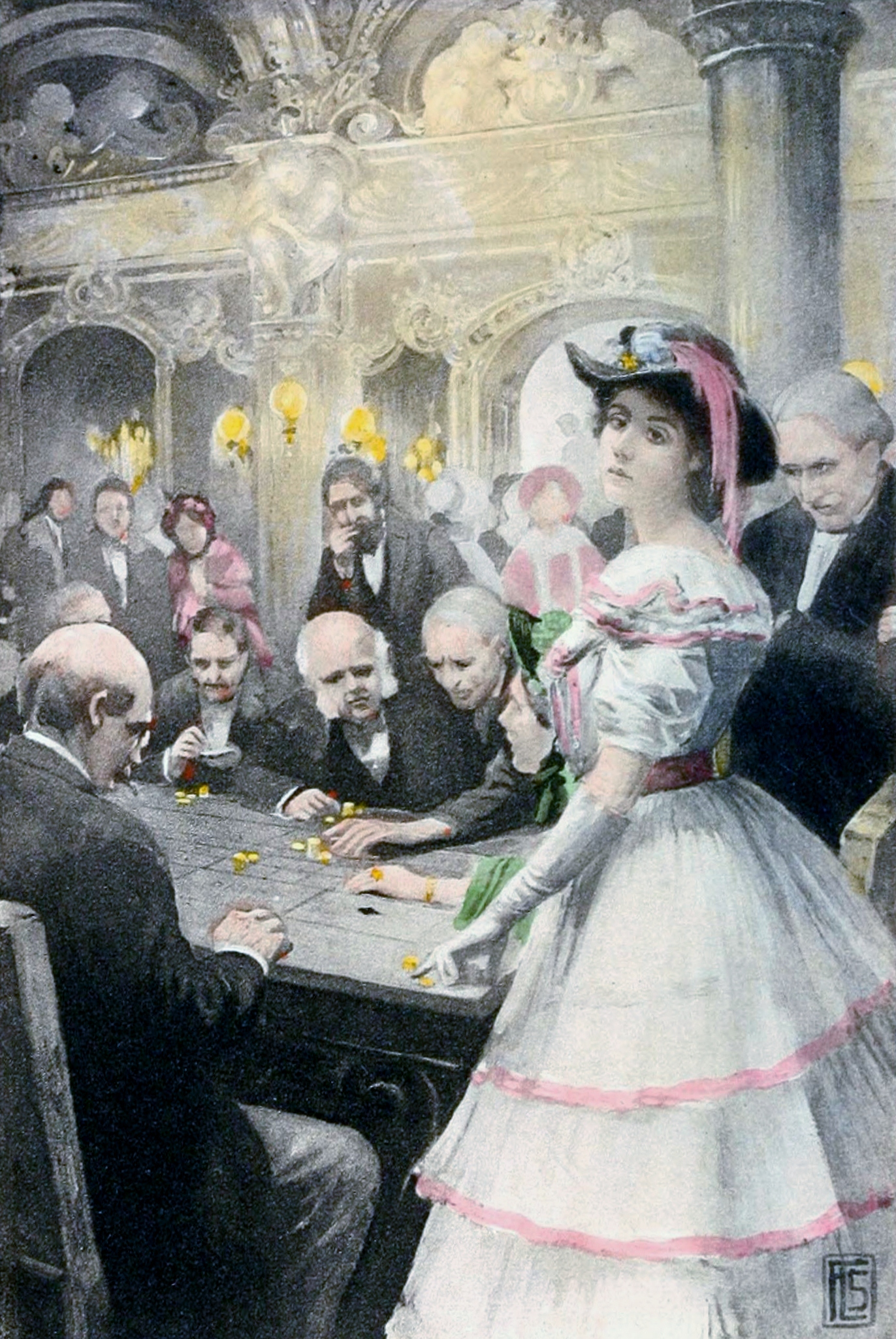
"Gwendolen tại bàn roulette" - năm 1910 minh họa cho George Eliot của "Daniel Deronda".

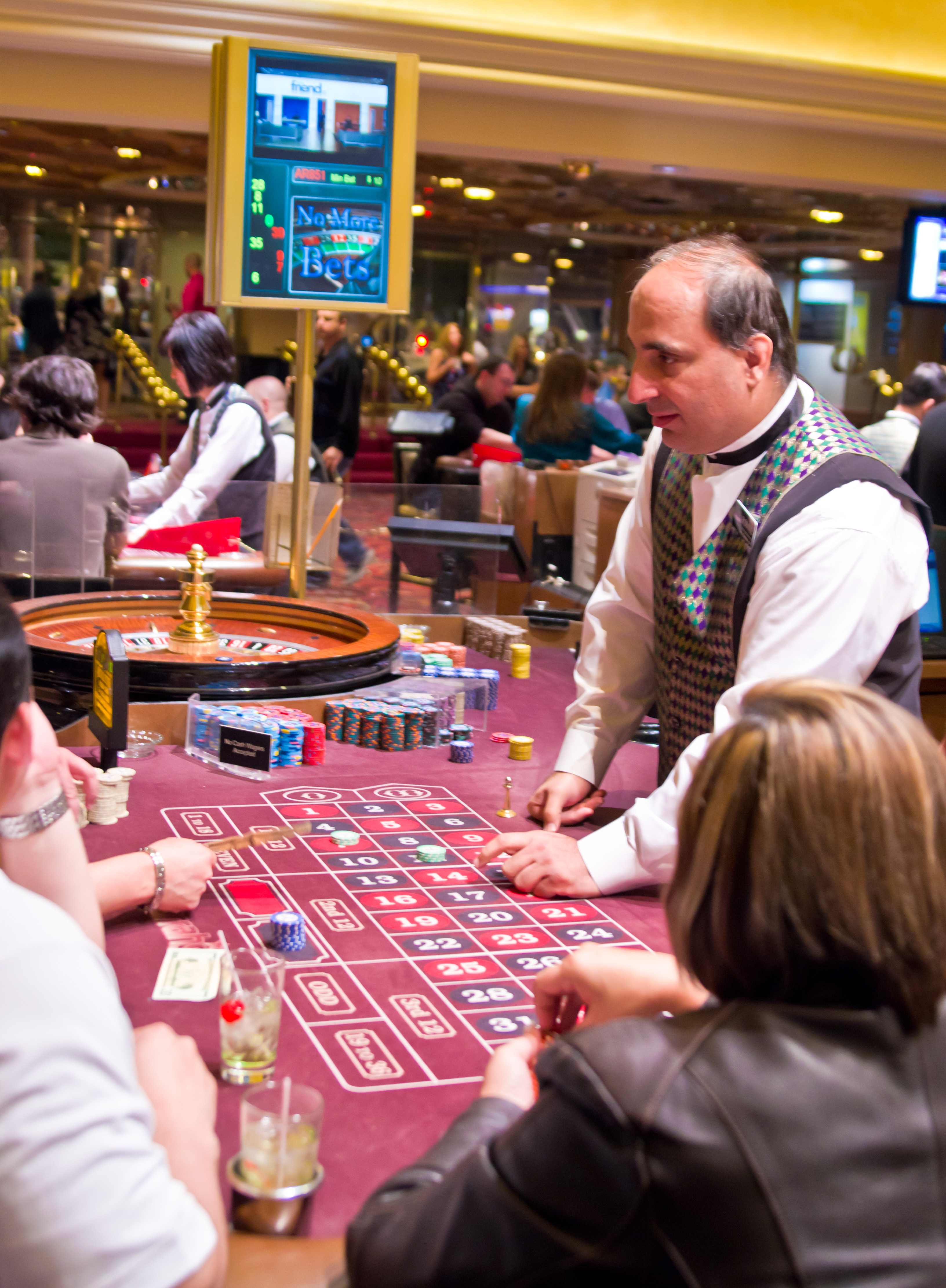
Chơi roulette trong một sòng bạc tại Las Vegas

Roulette là một trò chơi đánh bạc thông dụng trong các Sòng bạc hay Sòng bạc trực tuyến. Roulette theo tiếng Pháp có nghĩa là "cái bánh xe nhỏ". Trong trò chơi này, người chơi có thể chọn đặt cược vào một hay nhiều thể loại cược như: số duy nhất, các nhóm số khác nhau, màu đỏ hay đen, số lẻ hay số chẵn (dương), những số thuộc nhóm cao (19 - 36) hoặc thấp (1 - 18).
Để xác định con số và màu thắng, người điều khiển trò chơi (croupier hay dealer) sẽ quay một bánh xe roulette, sau đó anh (hoặc cô) ấy sẽ đưa một quả bóng vào từ mép bàn xoay theo hướng ngược lại. Dưới tác động của ma sát và các chướng ngại vật trên bàn xoay, quả bóng dần mất đà và rơi vào trong một trong các ô trên bánh xe.

## Lịch sử
Tại Pháp, các hình thức đầu tiên của roulette đã được đưa ra trong các tài liệu từ thế kỷ 18. Nhiều nhà sử học tin rằng Blaise Pascal đã giới thiệu một dạng thô sơ của trò chơi này từ thế kỷ 17 trong việc ông Pascal nghiên cứu để tìm kiếm một cỗ máy có động cơ vĩnh cửu.
Bàn roulette có một cò quay như ngày nay được phát minh vào năm 1720 ở Pháp.
Trò chơi đã bắt đầu xuất hiện tại thủ đô Paris của nước Pháp từ năm 1796. Cho đến nay, trò này vẫn còn rất thịnh hành trong các Casino tại Pháp. Một mô tả ban đầu về trò chơi roulette trong hình thức hiện tại của nó được tìm thấy trong một cuốn tiểu thuyết Pháp có tên là: "La Roulette, ou le Jour" của tác giả Jaques Lablee. Cuốn tiểu thuyết đã mô tả một bàn roulette ở Palais-Royal ở Paris năm 1796. Tiểu thuyết được xuất bản năm 1801.
Roulette được sử dụng trong các sòng bạc của Paris vào cuối những năm 1790. Lúc đó, bánh xe roulette có màu đỏ cho số không (0) và đen cho số không đôi (00). Để tránh nhầm lẫn, màu xanh lá cây được chọn cho các số không (0) và số không đôi (00) bắt đầu từ những năm 1800.

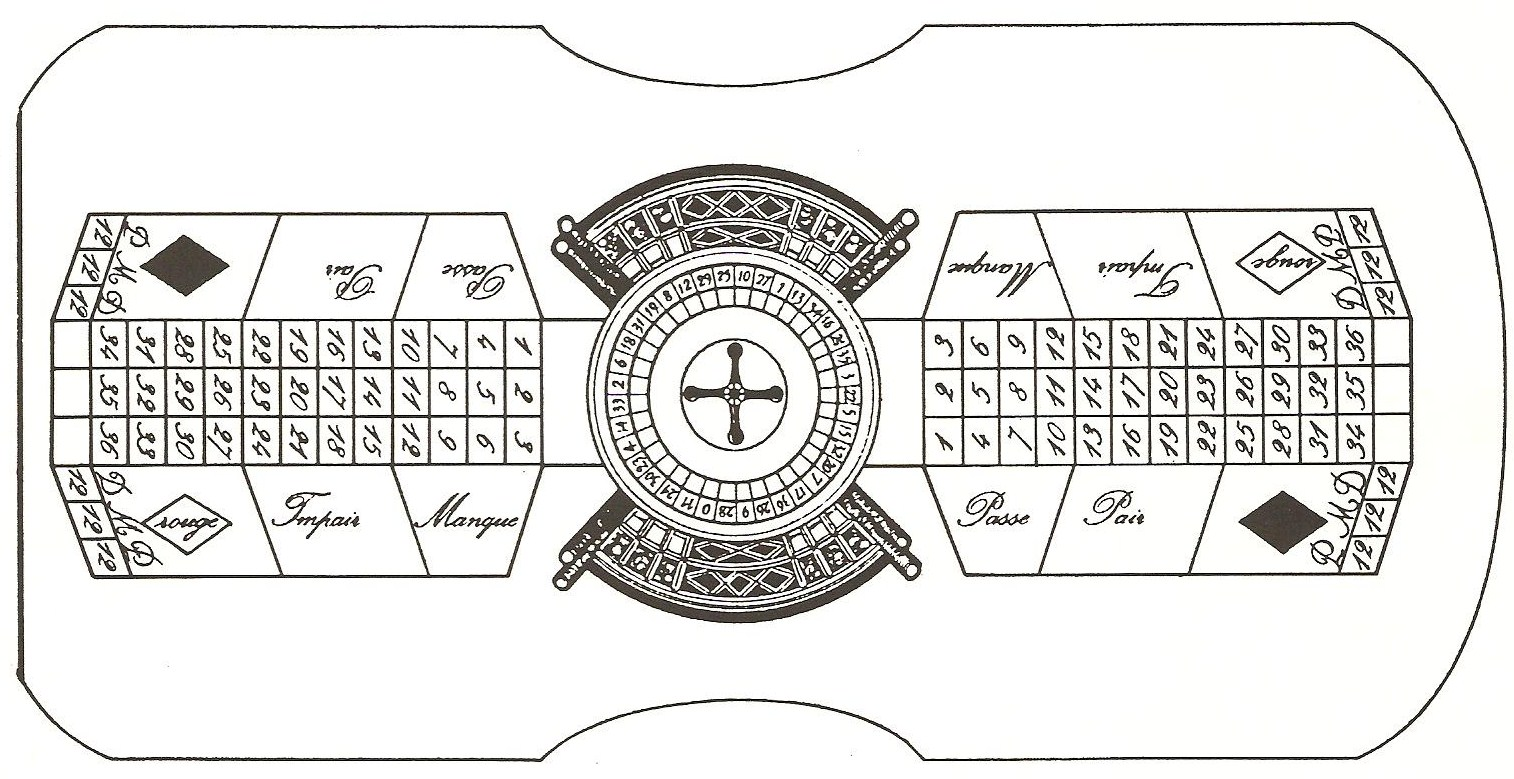
Bàn roulette kiểu Pháp vào những năm 1800

Trong thế kỷ 19, roulette lan rộng khắp châu Âu và Mỹ, trở thành một trong những trò chơi casino nổi tiếng và nổi tiếng nhất.
Tại Hoa Kỳ, từ một số 0 của roulette kiểu Pháp đã phát triển thành số 0 đôi (00) từ Mississippi đến New Orleans, và sau đó phát triển dần về Tây Hoa Kỳ.
Đầu của thế kỷ 20, các casino ở Monte Carlo với bánh xe truyền thống chỉ có một số 0 kiểu Pháp, và Las Vegas với số 0 đôi (00) kiểu Mỹ. Trong những năm 1970, sòng bạc bắt đầu phát triển mạnh trên khắp thế giới. Đến năm 2008 đã có hàng trăm sòng bạc trên toàn thế giới cung cấp các trò chơi roulette. bánh xe roulette với số không đôi (00) chủ yếu ở Hoa Kỳ, Canada, Nam Mỹ và Caribê, trong khi bàn truyền thống chỉ có một số 0 đơn chiếm ưu thế hơn.
Vào năm 2016, tại Venice đã giới thiệu bánh xe roulette có ba số 0 (0), (00), (000) đầu tiên.
Tổng của tất cả các con số trên bánh xe roulette (từ 0 đến 36) là 666, đó là Con số của quái thú Khải Huyền. Một truyền thuyết nói rằng François Blanc đã thỏa thuận với ma quỷ để có được những bí mật của roulette.

## Luật chơi

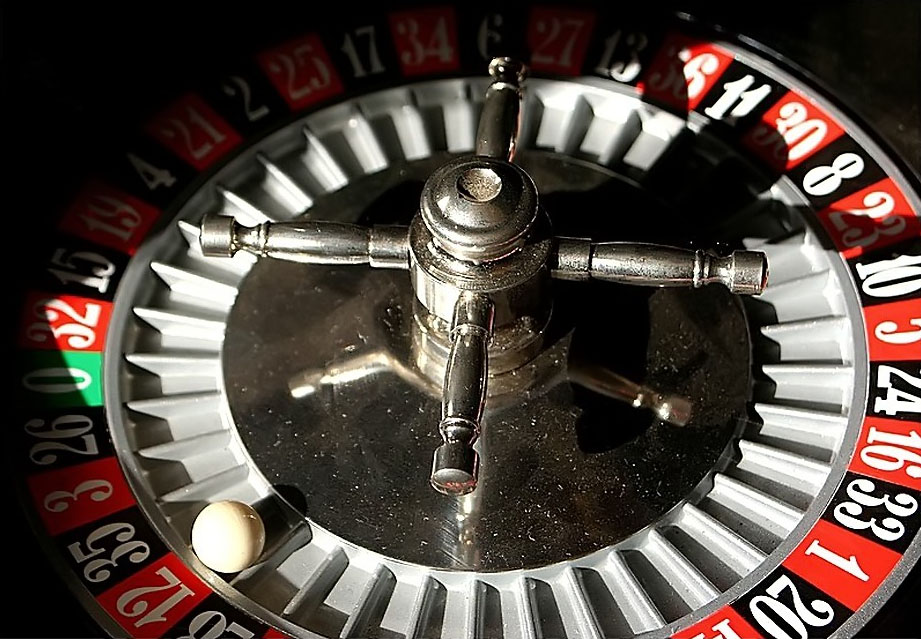
Banh rơi vào ô số màu đỏ 12

Người chơi Roulette có nhiều lựa chọn đặt cược khác nhau vào bàn roulette. Đặt cược trong bàn hoặc là chọn số chính xác của số bóng sẽ rơi vào, hoặc một dãy số. Người chơi có nhu cầu đặt cược ngoài bàn sẽ chọn cược vào các nhóm vị trí lớn hơn của nhóm số, màu sắc (đỏ/đen) hay chẵn/lẻ. Tỷ lệ thanh toán cho từng loại đặt cược dựa trên xác suất của nó.
Bàn roulette thường cho phép đặt cược tối thiểu và tối đa, và các quy tắc này thường áp dụng riêng cho tất cả các cược trong và ngoài của người chơi cho mỗi vòng quay.

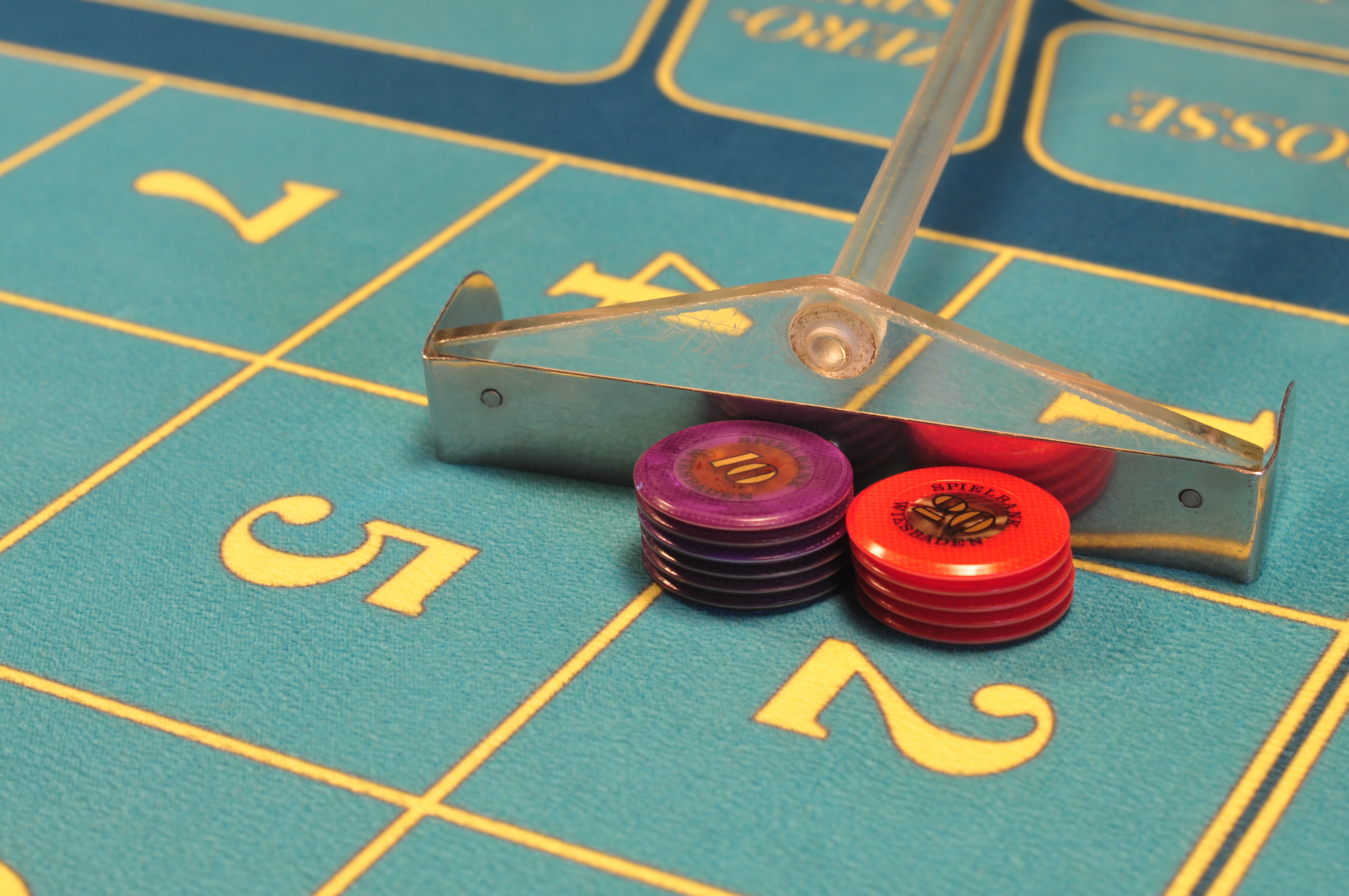
Cào của người điều khiển đẩy phỉnh trên bàn roulette.

Khi một số chiến thắng và màu sắc được xác định, người điều khiển cò quay sẽ đặt một điểm đánh dấu, còn được gọi là một dolly, trên số chiến thắng trên bố trí bàn roulette. Khi dolly là trên bàn, không có người chơi có thể đặt cược, thu thập cược, hoặc loại bỏ bất kỳ cược từ bảng.
Năm 2004, California yêu cầu các trò chơi trong sòng bạc tại bang này không được sử dụng bóng hoặc xúc xắc trong các trò chơi. Để giải quyết vấn đề này, bàn xoay roulette tại đây được thay đổi: nó là một vòng quay tương tự như vòng quay trong Chiếc nón kỳ diệu, với 38 thẻ bài ứng với 38 số trên từng ô. Màu sắc, vị trí các thẻ bài cũng như luật chơi tương tự như roulette kiểu Mỹ.

## Thứ tự chuỗi số trên bánh xe Roulette
Các số trên bánh xe roulette được đánh số từ 0 đến 36.
Trong phạm vi số từ 1 đến 10 và 19 đến 28, các số lẻ có màu đỏ và số chẵn là màu đen. Trong khoảng từ 11 đến 18 và 29 đến 36, các số lẻ có màu đen và số chẵn là màu đỏ.
Riêng số không (0) có màu xanh lá cây. Trong roulette kiểu Mỹ là số không (0) và số không đôi (00). Thứ tự các số trên bánh xe roulette tuân theo trình tự chiều kim đồng hồ như sau trong hầu hết các sòng bạc (với các số khác 0, màu sắc xen kẽ giữa đen và đỏ qua từng số, bắt đầu từ đỏ):
số không (0)(0)-32-15-19-4-21-2-25-17-34-6-27-13-36-11-30-8-23-10-5-24-16-33-1-20-14-31-9-22-18-29-7-28-12-35-3-26
số không đôi (00)(0)-28-9-26-30-11-7-20-32-17-5-22-34-15-3-24-36-13-1-(00)-27 (đen)-10-25-29-12-8-19-31-18-6-21-33-16-4-23-35-14-2
số không ba (000)(0)-(000)-(00)-32-15-19-4-21-2-25-17-34-6-27-13-36-11-30-8-23-10-5-24-16-33-1-20-14-31-9-22-18-29-7-28-12-35-3-26

## Các loại cược
Trong roulette, người chơi có thể cược bên trong hoặc bên ngoài bàn.
Từ đây đến hết bài viết, tất cả các loại cược và tỷ lệ trả thưởng (theo dạng tiền thắng:tiền cược) đều tính trên đơn vị 1 phỉnh.

### Cược trong bàn
| Tên cược                                   | Mô tả                                                                           | Vị trí đặt phỉnh                                             | Tỷ lệ trả thưởng | Xác suất chiến thắng | Xác suất chiến thắng |
| Tên cược                                   | Mô tả                                                                           | Vị trí đặt phỉnh                                             | Tỷ lệ trả thưởng | Kiểu châu Âu         | Kiểu Mỹ              |
| ------------------------------------------ | ------------------------------------------------------------------------------- | ------------------------------------------------------------ | ---------------- | -------------------- | -------------------- |
| Đơn (Straight/Single)                      | Đặt cược vào một số cụ thể (bao gồm số 0)                                       | Ngay trong ô số lựa chọn                                     | 35:1             | 2,70%                | 2,63%                |
| Đôi (Split)                                | Đặt cược vào hai số kế nhau                                                     | Vạch ngăn cách gữa hai số                                    | 17:1             | 5,41%                | 5,26%                |
| Hàng (Street)                              | Đặt cược vào ba số cùng chung một hàng                                          | Ranh giới của bàn roulette ở bên dưới các hàng tương ứng     | 11:1             | 8,11%                | 7,89%                |
| Bộ ba (Trio)                               | Đặt cược ba số liên quan đến ít nhất một số không: 0-1-2; 0-2-3; 0-00-2; 00-2-3 | Vào góc nơi ba số đó gặp nhau                                | 11:1             | 8,11%                | 7,89%                |
| Góc (Corner/Square)                        | Đặt cược bốn số cùng gặp nhau tại một góc                                       | Vào góc nơi bốn số đó gặp nhau                               | 8:1              | 10,81%               | 10,53%               |
| Dòng đầu/ Rổ (Top Line, Basket/First Five) | Đặt cược năm số 0-00-1-2-3 (chỉ roulette kiểu Mỹ)                               | Ở góc ngoài của 0-1 và 00-3                                  | 6:1              | —                    | 13,16%               |
| Dòng đầu/ Rổ (Top Line, Basket/First Four) | Đặt cược bốn số 0-1-2-3 (chỉ roulette kiểu châu Âu)                             | Ở góc ngoài của 0-1 hoặc 0-3                                 | 6:1              | 13,16%               | —                    |
| Hai hàng (Six Line/Double Street)          | Đặt cược vào hai hàng (sáu số) liền kề                                          | Ranh giới của bàn roulette ở bên dưới nơi hai hàng giao nhận | 5:1              | 16,22%               | 15,79%               |

### Cược ngoài bàn
Cược ngoài bàn thường có các khoản thanh toán nhỏ hơn với tỷ lệ cược tốt hơn khi chiến thắng. Lưu ý, tất cả các cược sẽ thua nếu số 0 xuất hiện.

| Tên cược                    | Mô tả                                                      | Tỷ lệ trả thưởng | Xác suất chiến thắng | Xác suất chiến thắng |
| Tên cược                    | Mô tả                                                      | Tỷ lệ trả thưởng | Kiểu châu Âu         | Kiểu Mỹ              |
| --------------------------- | ---------------------------------------------------------- | ---------------- | -------------------- | -------------------- |
| Thấp / cao (1-18) / (19-36) | Cược vào số lớn hơn 17 (nửa cao) hay nhỏ hơn 18 (nửa thấp) | 1:1              | 48,65%               | 47,37%               |
| Đỏ / đen                    | Cược vào màu đen hoặc đỏ                                   | 1:1              | 48,65%               | 47,37%               |
| Chẵn / lẻ                   | Cược vào số chẵn (dương) hay lẻ                            | 1:1              | 48,65%               | 47,37%               |
| Cột (Column)                | Cược vào ô ghi "2 to 1" ở cuối cột số tương ứng            | 2:1              | 32,43%               | 31,58%               |
| Tá (Dozen)                  | Cược nhóm 12 số vào các ô "1st 12", "2nd 12", "3rd 12"     | 2:1              | 32,43%               | 31,58%               |

### Cược bàn bên cạnh hoặc cược được công bố (call bets)(chỉ tính trên kiểu châu Âu)

Bảng cược bên cạnh trong roulette truyền thống

Về mặt kỹ thuật, các cược này được gọi chính xác hơn là "cược được công bố".

#### Voisins du zéro (neighbors of zero)
Còn gọi là grands voisins du zéro, cược này gồm 17 con số từ 22 đến 25 trên bánh xe. Cần đặt 9 phỉnh theo bảng sau:
| Đặt cược vào các khu vực | Số phỉnh cần đặt trên từng khu vực | Tên cược | Tỷ lệ trả thưởng | Lợi nhuận thật sự                                     | Tỷ lệ trả thưởng (sau khi trừ phỉnh thua) |
| ------------------------ | ---------------------------------- | -------- | ---------------- | ----------------------------------------------------- | ----------------------------------------- |
| 4-7                      | 1                                  | Đôi      | 17:1             | 17 (phỉnh thắng) - 8 (phỉnh đặt cược thua) = 9 phỉnh  | 1:1                                       |
| 12-15                    | 1                                  | Đôi      | 17:1             | 17 (phỉnh thắng) - 8 (phỉnh đặt cược thua) = 9 phỉnh  | 1:1                                       |
| 18-21                    | 1                                  | Đôi      | 17:1             | 17 (phỉnh thắng) - 8 (phỉnh đặt cược thua) = 9 phỉnh  | 1:1                                       |
| 19-22                    | 1                                  | Đôi      | 17:1             | 17 (phỉnh thắng) - 8 (phỉnh đặt cược thua) = 9 phỉnh  | 1:1                                       |
| 32-35                    | 1                                  | Đôi      | 17:1             | 17 (phỉnh thắng) - 8 (phỉnh đặt cược thua) = 9 phỉnh  | 1:1                                       |
| 25-26-28-29              | 2                                  | Góc      | 8:1              | 16 (phỉnh thắng) - 7 (phỉnh đặt cược thua) = 9 phỉnh  | 1:1                                       |
| 0-2-3                    | 2                                  | Bộ ba    | 11:1             | 22 (phỉnh thắng) - 7 (phỉnh đặt cược thua) = 15 phỉnh | 1,67:1                                    |

#### Jeu zéro (zero game)
Đây là cược cho các con số gần với số 0 nhất. Tất cả các số trong trò chơi số không được bao gồm trong Voisins, nhưng được đặt khác nhau. Cần đặt 4 phỉnh theo bảng sau:
| Đặt cược vào các khu vực | Số phỉnh cần đặt trên từng khu vực | Tên cược | Tỷ lệ trả thưởng | Lợi nhuận thật sự                                     | Tỷ lệ trả thưởng (sau khi trừ phỉnh thua) |
| ------------------------ | ---------------------------------- | -------- | ---------------- | ----------------------------------------------------- | ----------------------------------------- |
| 26                       | 1                                  | Đơn      | 35:1             | 35 (phỉnh thắng) - 3 (phỉnh đặt cược thua) = 32 phỉnh | 8:1                                       |
| 0-3                      | 1                                  | Đôi      | 17:1             | 17 (phỉnh thắng) - 3 (phỉnh đặt cược thua) = 14 phỉnh | 3,5:1                                     |
| 12-15                    | 1                                  | Đôi      | 17:1             | 17 (phỉnh thắng) - 3 (phỉnh đặt cược thua) = 14 phỉnh | 3,5:1                                     |
| 32-35                    | 1                                  | Đôi      | 17:1             | 17 (phỉnh thắng) - 3 (phỉnh đặt cược thua) = 14 phỉnh | 3,5:1                                     |

#### Tier
Gồm các số từ 27 đến 33 trên bánh xe. Cần đặt 6 phỉnh theo bảng sau:
| Đặt cược vào các khu vực | Số phỉnh cần đặt trên từng khu vực | Tên cược | Tỷ lệ trả thưởng | Lợi nhuận thật sự                                     | Tỷ lệ trả thưởng (sau khi trừ phỉnh thua) |
| ------------------------ | ---------------------------------- | -------- | ---------------- | ----------------------------------------------------- | ----------------------------------------- |
| 5-8                      | 1                                  | Đôi      | 17:1             | 17 (phỉnh thắng) - 5 (phỉnh đặt cược thua) = 12 phỉnh | 2:1                                       |
| 10-11                    | 1                                  | Đôi      | 17:1             | 17 (phỉnh thắng) - 5 (phỉnh đặt cược thua) = 12 phỉnh | 2:1                                       |
| 13-16                    | 1                                  | Đôi      | 17:1             | 17 (phỉnh thắng) - 5 (phỉnh đặt cược thua) = 12 phỉnh | 2:1                                       |
| 23-34                    | 1                                  | Đôi      | 17:1             | 17 (phỉnh thắng) - 5 (phỉnh đặt cược thua) = 12 phỉnh | 2:1                                       |
| 27-30                    | 1                                  | Đôi      | 17:1             | 17 (phỉnh thắng) - 5 (phỉnh đặt cược thua) = 12 phỉnh | 2:1                                       |
| 33-36                    | 1                                  | Đôi      | 17:1             | 17 (phỉnh thắng) - 5 (phỉnh đặt cược thua) = 12 phỉnh | 2:1                                       |

#### Orphelins (orphans)
Chúng là các số nằm ngoài Voisins du zéro và Tier, gồm tổng cộng 8 số bao gồm 17-34-6 và 1-20-14-31-9.
| Đặt cược vào các khu vực | Số phỉnh cần đặt trên từng khu vực | Tên cược | Tỷ lệ trả thưởng | Lợi nhuận thật sự                                                           | Tỷ lệ trả thưởng (sau khi trừ phỉnh thua) |
| ------------------------ | ---------------------------------- | -------- | ---------------- | --------------------------------------------------------------------------- | ----------------------------------------- |
| 1                        | 1                                  | Đơn      | 35:1             | 35 (phỉnh thắng) - 4 (phỉnh đặt cược thua) = 31 phỉnh                       | 6,2:1                                     |
| 6-9                      | 1                                  | Đôi      | 17:1             | Nếu số trúng khác 17: 17 (phỉnh thắng) - 4 (phỉnh đặt cược thua) = 13 phỉnh | 2,6:1                                     |
| 14-17                    | 1                                  | Đôi      | 17:1             | Nếu số trúng khác 17: 17 (phỉnh thắng) - 4 (phỉnh đặt cược thua) = 13 phỉnh | 2,6:1                                     |
| 17-20                    | 1                                  | Đôi      | 17:1             | Nếu số trúng là 17: 34 (phỉnh thắng) - 4 (phỉnh đặt cược thua) = 30 phỉnh   | 6:1                                       |
| 31-34                    | 1                                  | Đôi      | 17:1             | Nếu số trúng là 17: 34 (phỉnh thắng) - 4 (phỉnh đặt cược thua) = 30 phỉnh   | 6:1                                       |

#### Neighbors
Chọn 1 số để đặt chính, rồi đặt tiếp vào các số gần số chính nhất (thường là 5 số). Ví dụ: 11-30-8-23-10
| Đặt cược vào các khu vực | Số phỉnh cần đặt trên từng khu vực | Tên cược | Tỷ lệ trả thưởng | Lợi nhuận thật sự                                     | Tỷ lệ trả thưởng (sau khi trừ phỉnh thua) |
| ------------------------ | ---------------------------------- | -------- | ---------------- | ----------------------------------------------------- | ----------------------------------------- |
| 11                       | 1                                  | Đơn      | 35:1             | 35 (phỉnh thắng) - 4 (phỉnh đặt cược thua) = 31 phỉnh | 6,2:1                                     |
| 30                       | 1                                  | Đơn      | 35:1             | 35 (phỉnh thắng) - 4 (phỉnh đặt cược thua) = 31 phỉnh | 6,2:1                                     |
| 8                        | 1                                  | Đơn      | 35:1             | 35 (phỉnh thắng) - 4 (phỉnh đặt cược thua) = 31 phỉnh | 6,2:1                                     |
| 23                       | 1                                  | Đơn      | 35:1             | 35 (phỉnh thắng) - 4 (phỉnh đặt cược thua) = 31 phỉnh | 6,2:1                                     |
| 10                       | 1                                  | Đơn      | 35:1             | 35 (phỉnh thắng) - 4 (phỉnh đặt cược thua) = 31 phỉnh | 6,2:1                                     |

#### Final bets (Finale en plein)
Cược này dùng nếu người chơi muốn dự đoán chữ số hàng đơn vị của số trúng thưởng.
| Số hàng đơn vị | Đặt cược vào các số | Số phỉnh cần đặt | Tên cược | Tỷ lệ trả thưởng | Lợi nhuận thật sự                                     | Tỷ lệ trả thưởng (sau khi trừ phỉnh thua) |
| -------------- | ------------------- | ---------------- | -------- | ---------------- | ----------------------------------------------------- | ----------------------------------------- |
| 0              | 0, 10, 20, 30       | 4                | Đơn      | 35:1             | 35 (phỉnh thắng) - 3 (phỉnh đặt cược thua) = 32 phỉnh | 8:1                                       |
| 1              | 1, 11, 21, 31       | 4                | Đơn      | 35:1             | 35 (phỉnh thắng) - 3 (phỉnh đặt cược thua) = 32 phỉnh | 8:1                                       |
| 2              | 2, 12, 22, 32       | 4                | Đơn      | 35:1             | 35 (phỉnh thắng) - 3 (phỉnh đặt cược thua) = 32 phỉnh | 8:1                                       |
| 3              | 3, 13, 23, 33       | 4                | Đơn      | 35:1             | 35 (phỉnh thắng) - 3 (phỉnh đặt cược thua) = 32 phỉnh | 8:1                                       |
| 4              | 4, 14, 24, 34       | 4                | Đơn      | 35:1             | 35 (phỉnh thắng) - 3 (phỉnh đặt cược thua) = 32 phỉnh | 8:1                                       |
| 5              | 5, 15, 25, 35       | 4                | Đơn      | 35:1             | 35 (phỉnh thắng) - 3 (phỉnh đặt cược thua) = 32 phỉnh | 8:1                                       |
| 6              | 6, 16, 26, 36       | 4                | Đơn      | 35:1             | 35 (phỉnh thắng) - 3 (phỉnh đặt cược thua) = 32 phỉnh | 8:1                                       |
| 7              | 7, 17, 27           | 3                | Đơn      | 35:1             | 35 (phỉnh thắng) - 2 (phỉnh đặt cược thua) = 33 phỉnh | 11:1                                      |
| 8              | 8, 18, 28           | 3                | Đơn      | 35:1             | 35 (phỉnh thắng) - 2 (phỉnh đặt cược thua) = 33 phỉnh | 11:1                                      |
| 9              | 9, 19, 29           | 3                | Đơn      | 35:1             | 35 (phỉnh thắng) - 2 (phỉnh đặt cược thua) = 33 phỉnh | 11:1                                      |

## Bảng tỷ lệ cược
Giá trị kỳ vọng (expected value) của đặt cược $1 (ngoại trừ trường hợp đặc biệt của cược Dòng đầu), có thể được tính như:
{\displaystyle \mathrm {expectedvalue} ={\frac {1}{n}}(36-n)={\frac {36}{n}}-1,}
trong đó n là số lượng số trong bánh xe. Cược ban đầu được trả lại ngoài khoản thanh toán được đề cập, Có thể dễ dàng chứng minh rằng công thức thanh toán này sẽ dẫn đến giá trị lợi nhuận kỳ vọng bằng 0 nếu chỉ có 36 con số,
| Loại cược                                       | Thắng khi số trúng là                                              | Tỷ lệ trả thưởng | Xác suất trúng | Xác suất trúng | Giá trị kỳ vọng | Giá trị kỳ vọng |
| Loại cược                                       | Thắng khi số trúng là                                              | Tỷ lệ trả thưởng | Kiểu châu Âu   | Kiểu Mỹ        | Kiểu châu Âu    | Kiểu Mỹ         |
| ----------------------------------------------- | ------------------------------------------------------------------ | ---------------- | -------------- | -------------- | --------------- | --------------- |
| Đơn (Straight/Single)                           | Số được đặt tương ứng                                              | 35:1             | 1/37           | 1/38           | −0,027          | −0,053          |
| Đôi (Split)                                     | Số thuộc 1 trong 2 số đã đặt                                       | 17:1             | 2/37           | 1/19           | −0,027          | −0,053          |
| Hàng (Street)                                   | Số nằm trong hàng tương ứng                                        | 11:1             | 3/37           | 3/38           | −0,027          | −0,053          |
| Góc (Corner/Square)                             | Số nằm trong góc tương ứng                                         | 8:1              | 4/37           | 2/19           | −0,027          | −0,053          |
| Dòng đầu (Top Line) hay Rổ (Basket) (kiểu Mỹ)   | 0, 00, 1, 2, 3                                                     | 6:1              | —              | 5/38           | —               | −0,079          |
| Dòng đầu (Top Line) hay Rổ (Basket) (kiểu Pháp) | 0, 1, 2, 3                                                         | 8:1              | 4/37           | —              | −0,027          | —               |
| Hai hàng (Six Line/Double Street)               | Số nằm trong 1 trong 2 hàng tương ứng                              | 5:1              | 6/37           | 3/19           | −0,027          | −0,053          |
| Cột thứ nhất                                    | Số chia cho 3 dư 1                                                 | 2:1              | 12/37          | 6/19           | −0,027          | −0,053          |
| Cột thứ hai                                     | Số chia cho 3 dư 2                                                 | 2:1              | 12/37          | 6/19           | −0,027          | −0,053          |
| Cột thứ ba                                      | Số (dương) chia hết cho 3                                          | 2:1              | 12/37          | 6/19           | −0,027          | −0,053          |
| Tá thứ nhất                                     | Số nằm trong khoảng 1-12                                           | 2:1              | 12/37          | 6/19           | −0,027          | −0,053          |
| Tá thứ hai                                      | Số nằm trong khoảng 13-24                                          | 2:1              | 12/37          | 6/19           | −0,027          | −0,053          |
| Tá thứ ba                                       | Số nằm trong khoảng 25-36                                          | 2:1              | 12/37          | 6/19           | −0,027          | −0,053          |
| Lẻ                                              | Số lẻ                                                              | 1:1              | 18/37          | 9/19           | −0,027          | −0,053          |
| Chẵn                                            | Số (dương) chẵn                                                    | 1:1              | 18/37          | 9/19           | −0,027          | −0,053          |
| Đỏ                                              | 1, 3, 5, 7, 9, 12, 14, 16, 18, 19, 21, 23, 25, 27, 30, 32, 34, 36  | 1:1              | 18/37          | 9/19           | −0,027          | −0,053          |
| Đen                                             | 2, 4, 6, 8, 10, 11, 13, 15, 17, 20, 22, 24, 26, 28, 29, 31, 33, 35 | 1:1              | 18/37          | 9/19           | −0,027          | −0,053          |
| Nửa bàn thấp                                    | Số nằm trong khoảng 1-18                                           | 1:1              | 18/37          | 9/19           | −0,027          | −0,053          |
| Nửa bàn cao                                     | Số nằm trong khoảng 19-36                                          | 1:1              | 18/37          | 9/19           | −0,027          | −0,053          |

## Mô hình toán học
Với roulette kiểu Pháp, chỉ với một số không tổng cộng là 37 số, đây là mô hình cuối cùng của xác suất trường {\displaystyle (\Omega ,2^{\Omega },\mathbb {P} )}, trong đó {\displaystyle \Omega =\{0,\ldots ,36\}}, {\displaystyle \mathbb {P} (A)={\frac {|A|}{37}}} cho tất cả {\displaystyle A\in 2^{\Omega }}.
Gọi cược {\displaystyle S} gồm ba phần {\displaystyle (A,r,\xi )}, trong đó {\displaystyle A} là tập các số được chọn, {\displaystyle r\in \mathbb {R} _{+}} là tổng cá c số của cược, {\displaystyle \xi :\Omega \to \mathbb {R} } xác định sự trở lại của đặt cược.
Các quy tắc của roulette kiểu Pháp có 10 loại cược. Đầu tiên chúng ta có thể kiểm tra đặt cược đơn một số. Trong trường hợp này, {\displaystyle S=(\{\omega _{0}\},r,\xi )}, đối với một số {\displaystyle \omega _{0}\in \Omega }, and {\displaystyle \xi } được xác định bởi
{\displaystyle \xi (\omega )={\begin{cases}-r,&\omega \neq \omega _{0}\\35\cdot r,&\omega =\omega _{0}\end{cases}}.}
Lợi nhuận ròng dự kiến của quỹ, hoặc lợi nhuận, bằng
{\displaystyle M[\xi ]={\frac {1}{37}}\sum _{\omega \in \Omega }\xi (\omega )={\frac {1}{37}}\left(\xi (\omega ^{\prime })+\sum _{\omega \neq \omega ^{\prime }}\xi (\omega )\right)={\frac {1}{37}}\left(35\cdot r-36\cdot r\right)=-{\frac {r}{37}}\approx -0.027r.}
Để đặt cược, màu đen (hoặc màu đỏ), quy tắc được xác định là
{\displaystyle \xi (\omega )={\begin{cases}-r,&\omega {\text{ màu đỏ}}\\-r,&\omega =0\\r,&\omega {\text{ màu đen}}\end{cases}},}
và lợi nhuận
{\displaystyle M[\xi ]={\frac {1}{37}}(18\cdot r-18\cdot r-r)=-{\frac {r}{37}}}.
Vì những lý do tương tự, rất đơn giản để thấy rằng khả năng sinh lời cũng bằng nhau đối với tất cả các loại cược còn lại. {\displaystyle -{\frac {r}{37}}}.
Trong thực tế, điều này có nghĩa là, càng có nhiều cược mà một người chơi thực hiện, thì anh ta càng mất nhiều độc lập với các chiến lược (kết hợp các loại đặt cược hoặc kích thước cược) mà anh ta sử dụng:
{\displaystyle \sum _{n=1}^{\infty }M[\xi _{n}]=-{\frac {1}{37}}\sum _{n=1}^{\infty }r_{n}\to -\infty .}
Ở đây, tỷ suất lợi nhuận của chủ sở hữu roulette bằng khoảng 2,7%. Tuy nhiên, một số hệ thống chiến lược roulette đã được phát triển bất chấp tỷ lệ thua lỗ. Các hệ thống này không thể thay đổi tỷ lệ cược của trò chơi có lợi cho người chơi.
Điều đáng chú ý là tỷ lệ thắng cược cho người chơi trong roulette Mỹ thậm chí còn kém hơn, vì lợi nhuận đặt cược là tồi tệ nhất {\displaystyle -{\frac {3}{38}}r\approx -0.0789r}, và không bao giờ tốt hơn {\displaystyle -{\frac {r}{19}}\approx -0.0526r}.

### Mô hình toán học đơn giản
Đối với một bánh xe roulette với {\displaystyle n} là số 0 tùy mỗi kiểu cược Pháp hay kiểu Mỹ và 36 số duy nhất khác cơ hội bóng rơi vào một số cho sẵn là {\displaystyle {\frac {1}{(36+n)}}}. Đối với tùy chọn đặt cược với {\displaystyle p} các số xác định chiến thắng, cơ hội thắng cược là {\displaystyle {\frac {p}{(36+n)}}}
Ví dụ: đặt cược vào "màu đỏ", có 18 số màu đỏ, {\displaystyle p=18}, cơ hội chiến thắng là {\displaystyle {\frac {18}{(36+n)}}}.
Khoản thanh toán được đưa ra bởi sòng bạc để giành chiến thắng được dựa trên bánh xe roulette có 36 kết quả và khoản thanh toán cho đặt cược được đưa ra bởi {\displaystyle {\frac {36}{p}}}.
Ví dụ, cược vào 1-12 có 12 số xác định chiến thắng, {\displaystyle p=12}, khoản thanh toán là {\displaystyle {\frac {36}{12}}=3}, nên thắng càng tốt 3 lần cược của họ.
Lợi nhuận trung bình trên cược của người chơi được đưa ra bởi {\displaystyle {\frac {p}{(36+n)}}\times {\frac {36}{p}}={\frac {36}{(36+n)}}}
Với {\displaystyle n>0} mức lợi nhuận trung bình luôn thấp hơn 1 vì vậy trung bình một người chơi sẽ mất tiền. Với kiểu Pháp chỉ có một số 0 thì {\displaystyle n=1} thu nhập trung bình là {\displaystyle {\frac {36}{37}}}, có nghĩa là, sau khi đặt cược, người chơi sẽ trung bình có {\displaystyle {\frac {36}{37}}} đặt cược ban đầu của họ trở lại với họ. Với kiểu Pháp chỉ có hai số 0 và 00 thì {\displaystyle n=2} thu nhập trung bình là {\displaystyle {\frac {36}{38}}}.
Điều này cho thấy giá trị kỳ vọng là độc lập với lựa chọn đặt cược.

## Chiến lược cược và chiến thuật
Trong những năm qua, nhiều người đã cố gắng đánh bại sòng bạc và biến roulette - một trò chơi được thiết kế để biến lợi nhuận cho nhà cái thành một trò chơi mang về lợi nhuận cho người chơi. Ý tưởng của những chiến thuật là kết quả trong quá khứ là gợi ý trong tương lai (ví dụ: nếu bánh xe roulette 10 lần liên tiếp ra màu đỏ, thì màu đỏ ở vòng quay tiếp theo có nhiều khả năng hơn so với màu đen).
Trong thực tế, người chơi sử dụng chiến thuật cá cược có thể thắng và thực sự có thể giành được số tiền rất lớn, nhưng tổn thất sẽ nhiều hơn so với chiến thắng. Một số chiến thuật, chẳng hạn như Gấp thếp (Martingale), được mô tả dưới đây, cực kỳ rủi ro, bởi vì trường hợp xấu nhất (về mặt toán học chắc chắn sẽ xảy ra, tại một số điểm) có thể thấy người chơi đuổi theo thua lỗ với số tiền đặt cược lớn hơn cho đến khi hết tiền.

### Phương pháp dự đoán

#### Sử dụng mánh khóe
- Tại sòng bạc Ritz London vào tháng 3 năm 2004, hai người Serb và một người Hungary đã sử dụng máy quét laser ẩn trong điện thoại di động được liên kết với máy tính để dự đoán khu vực của bánh xe nơi quả bóng có khả năng rơi nhiều nhất. Họ đã kiếm được 1,3 triệu bảng trong hai đêm. Họ đã bị bắt và giữ tại ngoại trong chín tháng, nhưng cuối cùng được thả ra và cho phép giữ tiền thắng của họ vì họ không can thiệp vào các thiết bị sòng bạc.[12][13]
- Năm 1982, một số sòng bạc ở Anh bắt đầu mất một khoản tiền lớn tại các bàn roulette của họ cho những người chơi từ Hoa Kỳ. Sau khi điều tra bởi cảnh sát, người ta phát hiện ra họ đã lợi dụng những rãnh giữa các số để đoán hướng rơi của bóng. Do đó, nhà sản xuất bánh xe roulette người Anh John Huxley đã sản xuất một bánh xe roulette mới để chống lại vấn đề này.
- Bánh xe mới, được thiết kế bởi George Melas, được gọi là "cấu hình thấp" vì các rãnh đã bị giảm đáng kể về chiều sâu, và nhiều sửa đổi thiết kế khác đã khiến quả bóng rơi xuống theo cách tiếp cận dần dần đến con số cuối cùng. Năm 1986, khi một nhóm đánh bạc chuyên nghiệp do Billy Walters đứng đầu đã giành được 3,8 triệu đô la bằng cách sử dụng hệ thống trên một bánh xe cũ tại Golden Nugget ở Atlantic City, mọi sòng bạc trên thế giới đều chú ý, và trong vòng một năm đã chuyển sang cấu hình thấp mới.

#### Ứng dụngToán học,Phần mềm
- Edward Oakley Thorp (nhà phát triển đếm thẻ và là người tiên phong của quỹ đầu cơ) và Claude Shannon đã chế tạo máy tính có thể dự đoán sự rơi xuống của quả bóng vào năm 1961.
- Đầu những năm 1990, Gonzalo Garcia-Pelayo tin rằng bánh xe roulette của sòng bạc không hoàn toàn ngẫu nhiên, và bằng cách ghi lại kết quả và phân tích chúng bằng máy tính, anh ta có thể có được lợi thế trong nhà bằng cách dự đoán rằng một số con số có khả năng xảy ra tiếp theo. Điều này ông đã làm tại Sòng bạc de Madrid ở Madrid, Tây Ban Nha, giành được 600.000 euro trong một ngày và tổng cộng một triệu euro.[14][15][16]
- Vào những năm 1960 và đầu những năm 1970, Tiến sĩ Richard Jarecki đã giành được khoảng 1,2 triệu USD tại hàng chục sòng bạc châu Âu. Ông tuyên bố rằng ông đã sử dụng một hệ thống toán học được thiết kế trên một máy tính mạnh mẽ. Trong thực tế, ông chỉ đơn giản quan sát hơn 10.000 lần quay của mỗi bánh xe roulette để xác định sai sót trong bánh xe. Cuối cùng, các sòng bạc nhận ra rằng các lỗ hổng trên bánh xe có thể bị khai thác và việc sản xuất bánh xe roulette đã được cải thiện theo thời gian.[17]
- Đầu năm 2019, nhà phát triển Xordinate đã ra mắt ứng dụng Roulette Statistics and Prediction, sử dụng công nghệ Học máy (machine learning) dựa trên các con số đã quay để dò tìm ra quy luật để từ đó dự đoán được con số kế tiếp mà quả bóng sẽ rơi. Ứng dụng đã được vào nhóm 9 ứng dụng trả phí phổ biến nhất trên cửa hàng ứng dụng CH Play của hệ điều hành Android chỉ sau vài ngày ra mắt.

### Chiến thuật đặt cược
Nhiều lần đặt cược bằng tiền trong roulette đã truyền cảm hứng cho nhiều người chơi trong nhiều năm qua để cố gắng đánh bại trò chơi bằng cách sử dụng một hoặc nhiều biến thể của chiến thuật đặt cược. Những chiến thuật đặt cược này có thể áp dụng cho những cược khác như cá cược thể thao. Tuy nhiên, không có chiến thuật nào có thể vượt qua thống kê lợi thế của Sòng bạc, vì giá trị kỳ vọng của mỗi lần đặt cược được phép là số âm.

#### Kavouras
Người chơi chỉ cần chọn cho mình 20 con số mà họ nghĩ là sẽ ra. Việc đặt nhiều con số một cách ngẫu nhiên sẽ giảm tối thiểu việc nhà cái tập trung vào khu vực cược mà người chơi tập trung.
Việc đặt cược cho 20 con số cũng khá linh hoạt. Người chơi có thể lựa chọn mức cược riêng cho mỗi con số. Điều này sẽ giúp cho việc tiền thua cược được giảm thiểu xuống mức thấp nhất. Ngoài ra, nếu người chơi đặt cược vào đúng con số mà trái banh rơi vào thì lợi nhuận mà họ giành được cũng khá cao.

#### Tier Er Tout A La Boule De Neige
Người chơi cần phải chia phần tiền cược của mình ra làm 3 phần và đặt cược chúng 2 lần theo tỷ lệ 1/3 và 2/3. Lần đầu người chơi sẽ sử dụng 1/3 số tiền để đặt cược. Nếu thất bại, người chơi sẽ sử dụng 2/3 số tiền còn lại để tiếp tục đặt cược. Trong trường hợp họ thắng ở 1/3 đầu tiên, số tiền lời sẽ tăng và người chơi sẽ tiếp tục đặt cược với 1/3 số tiền hiện tại.

#### Paroli
Mục tiêu của hệ thống cá cược Paroli là giành được 3 trận thắng liên tiếp, đồng thời nhân đôi tiền cược với mỗi lần thắng. 
- Bắt đầu với 1 phỉnh. Nếu cược thua, tiếp tục cược tiếp 1 phỉnh cho đến khi thắng.
- Sau đó, người chơi sẽ đặt cược 2 phỉnh. Nếu cược này thua, người chơi sẽ bắt đầu lại từ mức 1 phỉnh.
- Tuy nhiên, nếu cược 2 phỉnh thắng, người chơi sẽ đặt 4 phỉnh vào ván cuối cùng - bất kể kết quả là gì, ván sau đều bắt đầu lại với 1 phỉnh.

Lưu ý rằng đối với bất kỳ ba lần cược liên tiếp nào, có tám kiểu thắng và thua có thể xảy ra, chỉ một trong số đó dẫn đến lợi nhuận tiềm năng của phương pháp này là 7 phỉnh.

#### Martingale (gấp thếp)
Mỗi lần người chơi thua cược, hãy đặt cược gấp đôi lần trước đó và cứ làm vậy cho đến khi người chơi thắng. Chuỗi gấp thếp bắt đầu từ 1 phỉnh rồi tăng lên 2, 4, 8, 16, 32,...
Lý thuyết là người chơi sẽ thu lại được tiền đặt cược ban đầu và tiền lợi nhuận. người chơi bắt đầu với một cược và nếu thắng cược thì người chơi bắt đầu lại với một cược mới. Nếu người chơi thua cược đó thì người chơi phải đặt cược gấp đôi cho đến khi người chơi thắng.
Khuyết điểm của phương pháp Martingale là phải chuẩn bị vốn lớn, nếu vào dây đen có thể thua rất nhiều dẫn đến áp lực rất lớn về tâm lý.

#### Dãy Fibonacci
Các cược được tính theo trình tự trong Dãy Fibonacci của nhà toán học Fibonacci. Phương pháp này tương tự như Martingale.
Hệ thống này được biểu diễn qua chuỗi đặt cược 1, 2, 3, 5, 8, 13, 21, 34. người chơi có thể hiểu đơn giản là TIẾN 1 LÙI 2. Đi lên một bước nếu thua và xuống hai bước nếu thắng. Lưu ý rằng mỗi lần chiến thắng người chơi phải trả tiền cho hai lần thua trước đó.

#### Hệ thống Labouchère
Hệ thống Labouchère còn được gọi là hệ thống Hủy, Tách gấp thếp là một chiến lược cá cược khá phức tạp được sử dụng trong các trò chơi đánh bạc khác nhau nhưng được biết là hoạt động tốt với roulette. Hệ thống Labouchère liên quan đến việc sử dụng một loạt các số trong một cùng một chuỗi cược để xác định số tiền đặt cược, sau khi thắng hoặc thua. Thông thường, người chơi sẽ đưa ra các số cụ thể là đơn vị cược trong một chuỗi cược để xác định số tiền của lần đặt cược tiếp theo. Và độ chênh lệch của mỗi con số trong dãy không quá cao. Nhược điểm của hệ thống này là một chuỗi thua có thể buộc người chơi phải đặt cược rất lớn nếu họ muốn tiếp tục sử dụng hệ thống này.

#### D'Alembert
Còn được gọi là montant et demontant (tiếng Pháp: lên và xuống), thường được gọi là hệ thống kim tự tháp. Nó dựa trên một lý thuyết cân bằng toán học được nghĩ ra bởi nhà toán học người Pháp Jean le Rond d'Alembert.
Lý thuyết của ông về một sự cân bằng của những thành công và thất bại. Nếu người chơi xem các sự kiện như một chuỗi dài có tính cân bằng giữa số lần thắng và thua, người chơi có nhiều khả năng thua sau khi thắng và có nhiều khả năng thắng sau thua.
Người ta thường chia nó ra làm 2 hình thức khác nhau – cơ bản và dự phòng. Và việc sử dụng cái nào là tùy vào sở thích của người chơi.
- Với cơ bản, người chơi chỉ tăng thêm 1 phỉnh sau khi thua, không đổi mức cược khi thắng.
- Với dự phòng, người chơi giảm 1 phỉnh khi thua và tăng 1 phỉnh khi thắng[18]

Một biến thể khác của phương pháp này là Đặt cược 10%. Với mỗi lần người chơi đặt cược, nếu thua người chơi sẽ tăng thêm 10% tiền người chơi đã thua gần nhất và giảm đi 10% với mỗi lần người chơi thắng.

#### Oscar’s Grind/Pluscoup
Người chơi chỉ cần giữ nguyên số tiền đặt cược sau mỗi vòng thua. Trong trường hợp giành được chiến thắng, người tham gia sẽ tăng 1 phỉnh (hoặc giữ nguyên nếu muốn) trong lần cược tiếp theo. Theo các chuyên gia thì người chơi nên sử dụng thủ thuật này để đặt cược ở khu vực hàng tá (1st – 2nd – 3rd dozens). Nó sẽ đem lại nhiều lợi nhuận hơn cho họ.
Ví dụ như người chơi bắt đầu đặt cược với 1 phỉnh thì số phỉnh sẽ đặt sau mỗi vòng cược có thể là:
- Lần 1: Bắt đầu với 1 phỉnh và thua thì số tiền đặt ở lượt tiếp theo sẽ là 1 phỉnh.
- Lần 2: Tiếp tục bắt đầu đặt cược với 1 phỉnh. Thua cược thì số tiền cược cho vòng sau vẫn sẽ là 1 phỉnh.
- Lần 3: Tiếp tục đặt với 1 phỉnh. Thắng cược và người chơi sẽ bắt đầu tăng số tiền cược ở vòng tiếp theo lên 2 phỉnh.
- Lần 4: Bắt đầu với 2 phỉnh. Nếu thua cược sẽ tiếp tục đặt với 2 phỉnh. Tuy nhiên nếu thắng cược thì số tiền cược ở vòng sau sẽ là 3 phỉnh.[18]

#### Hollandish
Quyết định chắc chắn về số tiền sẽ đặt cược là điều mà tất cả người chơi cần làm trước tiên. Sau đó, bất kể thắng hay thua thì bạn cũng sẽ phải đặt cược số tiền đó trong 3 vòng.
Thông thường nếu bạn bắt đầu bằng 1 (phỉnh) thì các mức đặt cược tiếp theo sẽ là 1, 3, 5, 7, 9, 11.

#### Jame Bond
Cách cược này chia tiền theo phương châm tỷ lệ ăn cược ít thì cược lớn, tỷ lệ ăn cược lớn thì cược nhỏ. Cách cược James Bond này sẽ cho phép người chơi trải dài đặt cược gần như tất cả các con số, và cần thực hiện thông qua 3 kiểu đặt cược khác nhau.
Với 20 phỉnh, tỷ lệ các mức cược sẽ chia như sau: 1 phỉnh cho ô 0, 5 phỉnh cho sáu số từ 13 đến 18 và 14 phỉnh cho cửa nửa bàn cao (số 19-36).
Chỉ một trường hợp bạn không thể thắng cược đó là bóng vào ô từ 1 đến 12, người chơi thua cả 20 phỉnh.

#### Romanosky
Romanosky còn được biết đến với cái tên Romanofski hoặc Romanowski. Do trong trò chơi, người chơi có thể chọn đặt cược vào một hay nhiều thể loại cược như số duy nhất, các nhóm số khác nhau, màu đỏ hoặc đen, số là lẻ hay chẵn, số cao (19–36) hoặc thấp (1–18) nên có thể kết hợp nhiều thể loại cược để tăng độ chiến thắng và giảm phần nào sự rủi ro. Kiểu cược này cần 8 phỉnh, với lợi nhuận tiềm năng là 1 phỉnh nếu thắng.
| Kiểu cược | Cách đặt                 | Cách đặt         | Thua khi số trúng là |
| Kiểu cược | Đặt 6 phỉnh vào          | Đặt 2 phỉnh vào  | Thua khi số trúng là |
| --------- | ------------------------ | ---------------- | -------------------- |
| 1         | Hai khu 2nd 12 và 3rd 12 | Góc 2-6, 7-11    | 0, 1, 4, 9, 12       |
| 2         | Hai khu 2nd 12 và 3rd 12 | Góc 1-5, 8-12    | 0, 3, 6, 7, 10       |
| 3         | Hai khu 1st 12 và 3rd 12 | Góc 14-18, 19-23 | 0, 13, 16, 21, 24    |
| 4         | Hai khu 1st 12 và 3rd 12 | Góc 13-17, 20-24 | 0, 15, 18, 19, 22    |
| 5         | Hai khu 1st 12 và 2nd 12 | Góc 26-30, 31-35 | 0, 25, 28, 33, 36    |
| 6         | Hai khu 1st 12 và 2nd 12 | Góc 25-29, 32-36 | 0, 27, 30, 31, 34    |

#### Kinh nghiệm dựa trênNgụy biện con bạc
Kinh nghiệm khó có thể đánh giá là một phần của chiến lược đặt cược nhưng nó được tổng kết giữa trên một mẫu lớn gồm nhiều lần chơi. Các kinh nghiệm này bao gồm chiến lược về đánh số quay vòng phân vòng quay thành các khu riêng. VD: khu 1, khu 2 và khu 3. Sau đó, người chơi đặt lần lượt 2 trong 3 khu trên để tăng cơ hội thắng. Một chiến lược khác được gọi là xu hướng đường đi là cách đặt điểm rơi của bóng tạo thành 1 hình tam giác đều trên bàn quay.

## Kỷ lục chiến thắng
- Vào mùa hè năm 1891 tại sòng bạc Monte Carlo, một người chơi từ London tên là Charles Wells đã phá vỡ ngân hàng tại mỗi bàn mà anh chơi trong một khoảng thời gian vài ngày. Phá vỡ ngân hàng có nghĩa là người chơi đã giành được tất cả số tiền có sẵn của nhà cái trong bàn ngày hôm đó, và một miếng vải đen sẽ được đặt trên bàn cho đến khi tiền được bổ sung.
- Năm 2004, Ashley Revell đến từ London bán tất cả tài sản của mình, và đặt toàn bộ tiền có được $ 135,300 vào màu đỏ. Bóng rơi vào ô số 7 (đỏ), và anh ta đã chiến thắng với $ 270,600.[19]

## Trong văn hóa đại chúng
- Cuốn tiểu thuyết năm 1866, có tựa đề Con bạc (Игрок), của nhà văn nổi tiếng người Nga Fyodor Mikhaylovich Dostoyevsky có trọng tâm chính roulette là chủ đề chính xuyên suốt câu chuyện.
- Trong truyện ngắn hài hước năm 1937 "All's Well with Bingo", của nhà văn người Anh P. G. Wodehouse (Pelham Grenville Wodehouse), nhân vật chính Bingo Little chơi roulette tại sòng bạc Monte Carlo.
- Trong cuốn sách The Eudaemonic Pie (1985) (xuất bản với tên The Newtonian Casino ở Anh) của Thomas Bass đã tuyên bố có thể dự đoán hiệu suất của bánh xe trong thời gian thực. Cuốn sách mô tả sự khai thác của một nhóm sinh viên Đại học California Santa Cruz, người tự gọi mình là Eudaemons, người vào cuối những năm 1970 đã sử dụng máy tính trong giày của họ để giành chiến thắng tại roulette. Đây là phiên bản cập nhật và cải tiến của phương pháp của Edward O Thorp, trong đó Các định luật về chuyển động của Newton được áp dụng để theo dõi sự giảm tốc của quả bóng roulette.

## Quy tắc liên quan đến bảo mật sòng bạc
Người chơi không nên lấy tiền thắng cược và đặt cược cho đến khi tất cả các cược đã được thanh toán. Điều này là để tránh nhầm lẫn và giảm thiểu cơ hội cho người chơi ăn cắp phỉnh của người chơi khác.
Người chơi không được chạm vào phỉnh sau khi người chia bài đưa ra tín hiệu tay hoặc thông báo "không còn cược" nữa. Người chơi không được phép xóa, thay đổi hoặc thêm cược vào thời điểm này.
Khi đại lý đã đặt dolly (điểm đánh dấu bằng nhựa được sử dụng để đánh dấu số chiến thắng), người chơi hoàn toàn bị cấm chạm vào bất kỳ phỉnh nào trên cược thắng.
Các đại lý không được phép lấy tiền từ tay người chơi. Để mua phỉnh từ tiền mặt, hãy đặt nó lên bàn. Điều này cung cấp cái nhìn tốt hơn về giao dịch để giám sát sòng bạc.
Việc sử dụng các thiết bị điện tử tại bàn, chẳng hạn như điện thoại di động và máy ảnh, bị cấm ở hầu hết các khu vực pháp lý.
Các vật phẩm duy nhất được cho phép là khoai tây chiên, tiền, đồ uống và thuốc lá. Các vật dụng cồng kềnh như ví và túi xách hoặc túi không được đặt trên bàn.